# Laccophilus comoensis
Laccophilus comoensis là một loài bọ cánh cứng trong họ Bọ nước. Loài này được Pederzani & Reintjes miêu tả khoa học năm 2002.